# Bota de Oro 1981-82

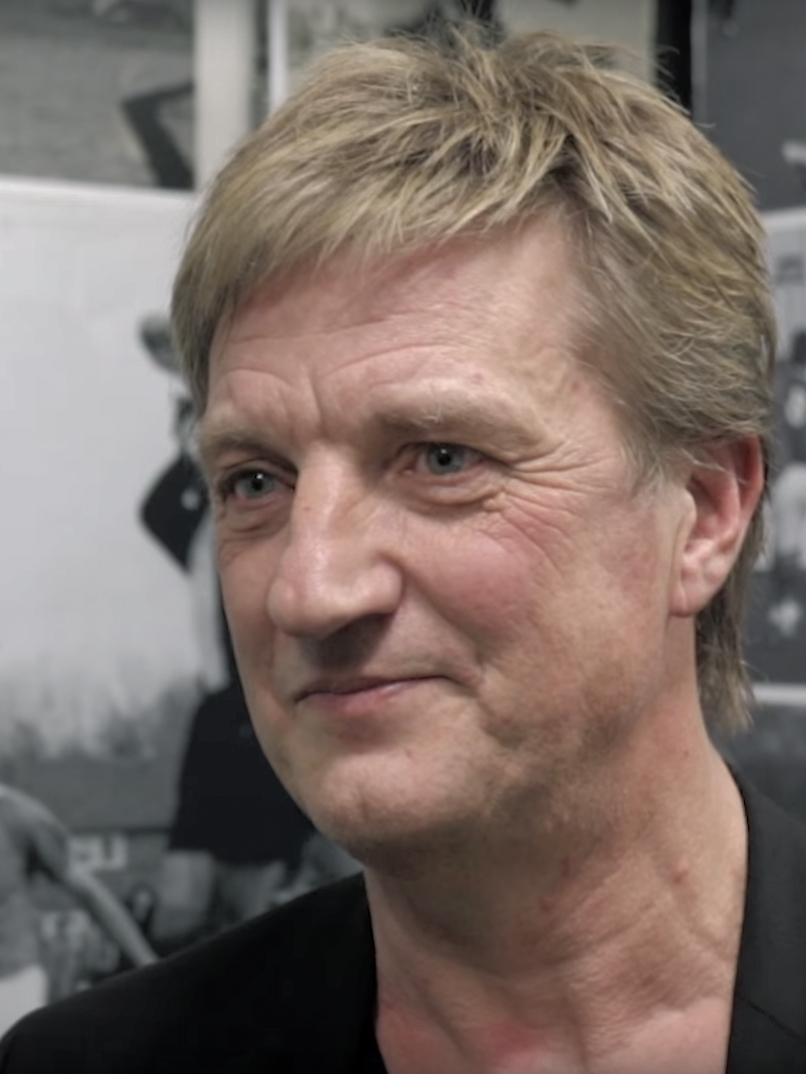
Wim Kieft, ganador en 1981-82.

La Bota de Oro 1981-82 fue un premio entregado por la European Sports Magazines al futbolista que logró la mayor cantidad de goles en la temporada europea.
El ganador de este premio fue el jugador neerlandés Wim Kieft por haber conseguido 32 goles en la Eredivisie. Kieft ganó la bota de oro cuando jugaba para el equipo Ajax Ámsterdam.

## Resultados
| Posición | Futbolista  | Club                | Campeonato | Goles |
| -------- | ----------- | ------------------- | ---------- | ----- |
| 1        | Wim Kieft   | Ajax Ámsterdam      | Eredivisie | 32    |
| 2        | Kees Kist   | AZ Alkmaar          | Eredivisie | 29    |
| 2        | Delio Onnis | Tours Football Club | Ligue 1    | 29    |